# Gavan McCormack
Pour les articles homonymes, voir McCormack.
Gavan McCormack, né le 21 octobre 1937, est un orientaliste australien spécialisé dans l'Asie de l'Est qui est un professeur invité à la faculté de sciences sociales à l'International Christian University de Tokyo et a longtemps été professeur à l'université nationale australienne.

## Carrière académique
McCormack est licencié en droit et en lettres (Law and Arts degree) de l'université de Melbourne (1955-1959) et a complété cette formation par une maîtrise en histoire (1960-1962). En 1962-1963, McCormack était à l'université des langues étrangères d'Osaka, où il obtint un diplôme en langues et culture japonaise. De 1963 à 1966, il suivit avec succès un cursus chinois à l'École des études orientales et africaines de Londres, et poursuivit, dans la même école, une maîtrise en Asie de l'Est (1968-1969) suivie par un doctorat (1969-1974) pour lequel il produisit une thèse intitulée Chang Tso-lin, l'incident de Mukden et le Japon, 1920-1928: Le développement et les relations entre les seigneurs de la guerre chinois et l'impérialisme japonais dans le nord-est de la Chine. Cette thèse a été publiée sous forme de livre.
Sa carrière académique passa par l'université de Leeds, à l'université de La Trobe (État de Victoria, Australie) et l'université d'Adélaïde en Australie-Méridionale. En 1990, il devint professeur de japonais à l'université nationale australienne.
Les centres d'intérêt de McCormack sont liés à ses convictions marxistes, et il a notamment beaucoup publié sur des sujets liés aux combats de libération en Asie du Sud-Est. Parmi ses écrits, on note, en 1979 et 1980, la publication d'articles où il remet en cause l'existence de massacres à grande échelle dans le Cambodge de Pol Pot. Plus récemment, il s'est intéressé aux questions environnementales et a durement critiqué l'administration Bush et la politique américaine. Il estime que le programme nucléaire de la Corée du Nord est la réponse à l'intimidation nucléaire qu'elle a subie pendant des décennies de la part des États-Unis.

## Publications
- The Emptiness of Japanese Affluence, New York, M.E. Sharpe, 1996 (Japanese, Korean and Chinese editions from Misuzu Shobo, Changi and Shanghai People's Publishing Company in 1998-99); 2nd edition, 2001.
- (ed. with Glenn Hook) Japan's Contested Constitution, Routledge, 2001.
- Target North Korea: Pushing North Korea to the Brink of Nuclear Catastrophe, New York, Nation Books, and Sydney, Random House Australia, 2004, with Japanese edition from Heibonsha, also 2004.